# Pehr Kalling
Pehr Kalling, född 1700 eller 1701 i Stockholm, död 3 mars 1795 på gården Myrö i Örebro län, var en svensk greve, militär, politiker och hovman. Han var bror till Mårten Kalling.

## Biografi
Kalling var son till assessorn i reduktionskommissionen Peter Kalling av adelsätten Kalling och dennes hustru Margareta Bunge av ätten Bunge, syster till Jakob Bunge och Bureättling.
Kalling började sin karriär som page vid hovet redan 1710, och år 1717 blev han grenadier-volontär vid Livgardet, och närvarade genom detta vid belägringen av Fredrikshald som nyutnämnd fänrik.
Kalling gick i fransk tjänst 1734 och blev kapten vid Lencks regemente, och han blev även utnämnd till Lencks adjutant. Då Frankrike vid denna tid var involverat i det Polska tronföljdskriget deltog Kalling vid ett flertal belägringar. Kalling begärde dock avsked 1737 för att återvända hem.  Efter sin tid i Frankrike blev han utnämnd till löjtnant vid sin hemkomst och 1741 till kapten.
Kalling deltog även i det misslyckade Hattarnas ryska krig, men för honom personligen var de följande åren gynnsamma och han blev redan 1743 utnämnd till kabinettskammarherre för att 1744 bli överstelöjtnant för Upplands regemente. 1747 blev han överste och generaladjutant och 1748 överste och chef för Närke-Värmlands regemente; samma år blev han även riddare av den nyinstiftade Svärdsorden.
Pehr Kalling var  under 1700-talet befälhavare i Närke-Värmlands regemente. Den 21 november 1751 upphöjdes han i friherrligt stånd och 1757 blev han generalmajor. Därefter deltog Kalling i pommerska kriget. 
Kalling blev 1763 generallöjtnant. Därefter vidtog en mer politisk del av Kallings liv. Han utnämndes 1765 till riksråd och han spelade vid denna tid även en viktig del i Mösspartiet. 1769 förlorade mössorna makten, och Kalling avskedades ur rådet men återinträdde redan 1771. Den 15 oktober 1771 blev han även upphöjd till greve och var 1772 en av mössornas mest inflytelserika män. Vid Gustav III:s statskupp hade Kalling befälet över Stockholms garnison men lyckades inte stoppa kungen. Därefter blev han åter entledigad från rådet, och därefter fick han aldrig mer någon befattning eller militärt befäl.

## Övrigt liv
Kalling gifte sig 1749 med grevinnan Kristina Margareta Eleonora Posse (1725–1812) av grevliga ätten Posse, dotter till översten greve Carl Posse och grevinnan Christina Margareta Charlotta Lillienstedt. Deras dotter Fredrika Lovisa Kalling (1757–1831) var gift med generaladjutanten Idaron Armfelt [född 1753 i Finland och död 1812 på Myrö) och slog sig ner på Myrö där de båda avled utan efterkommande. Pehr Kallings son Pehr Adolf Kalling (1752–1820) var major och riksdagsman. Sonen Pehr Adolf Kalling deltog i flera riksdagar och skrev sig som herre till Myrö som var fideikommiss. 
År 1754 köpte Pehr Kalling godset Myrö i Rinkaby socken utanför Örebro i Närke. Han gjorde Myrö till fideikommiss. Herrgården hade eldhärjats 1707. Ganska snart efter köpet av Myrö tycks han ha låtit slottsarkitekten överintendenten Carl Johan Cronstedt rita en ny huvudbyggnad, som skulle uppföras på grunden till det nedbrunna högslottet. Under åren 1770-1774 uppförde han ett nytt corps-de-logi efter ritningar av Carl Johan Cronstedt. Även gårdens flyglar eldhärjades 1707, men de hade återuppbyggts redan år 1759, men efter gamla ritningar som man hittat i källaren. Efter att sätesgården förvärvades 1754 av Pehr Kalling har Myrö herrgård därefter kommit att tillhöra släkten Kalling. Som politiker under frihetstiden var Pehr Kalling först medlem av hattpartiet, sedan stödde han hovpartiet och slutligen var han medlem i mösspartiet. Som riksråd fängslades han vid Gustav III:s statsvälvning den 19 augusti 1772. Men han släpptes och fick avsked med pension. Då drog han sig tillbaka till Myrö.
Kalling dog vid 95 års ålder den 3 mars 1795 och begravdes i den Kallingska familjegraven i Rinkaby kyrka, Närke.